# 1794 na literatura

## Nascimentos
| Data       | Nome                        | Profissão                      | Nacionalidade  | Observações | Ref |
| ---------- | --------------------------- | ------------------------------ | -------------- | ----------- | --- |
| 6 de Abril | José Inácio de Abreu e Lima | militar, jornalista e escritor | Brasil Colônia | m. 1869     |     |

## Mortes
| Data          | Nome             | Profissão                        | Nacionalidade | Observações | Ref |
| ------------- | ---------------- | -------------------------------- | ------------- | ----------- | --- |
| 16 de Janeiro | Edward Gibbon    | historiador                      | Inglaterra    | n. 1737     |     |
| 13 de Abril   | Nicolas Chamfort | escritor e humorista             | França        | n. 1741     |     |
| 27 de Abril   | William Jones    | filólogo, orientalista e jurista | Inglaterra    | n. 1746     |     |